# Leonzio 1909 1993-1994
Questa voce raccoglie le informazioni riguardanti il Leonzio 1909 nelle competizioni ufficiali della stagione 1993-1994.

## Rosa
| N. |                   | Ruolo | Calciatore         |
| -- | ----------------- | ----- | ------------------ |
|    | Italia (bandiera) | C     | Giuseppe Anastasi  |
|    | Italia (bandiera) | D     | Cristiano Babuin   |
|    | Italia (bandiera) | A     | Gaetano Calvaresi  |
|    | Italia (bandiera) | D     | Umberto Carmelino  |
|    | Italia (bandiera) | D     | Michele Cataldi    |
|    | Italia (bandiera) | C     | Edmondo De Amicis  |
|    | Italia (bandiera) | C     | Gerardo De Rosa    |
|    | Italia (bandiera) | D     | Angelo Di Dio      |
|    | Italia (bandiera) | C     | Fabio Di Lauro     |
|    | Italia (bandiera) | A     | Raffaele Di Napoli |
|    | Italia (bandiera) | D     | Ignazio Di Stefano |
|    | Italia (bandiera) | A     | Emanuele Docente   |

| N. |                   | Ruolo | Calciatore            |
| -- | ----------------- | ----- | --------------------- |
|    | Italia (bandiera) | P     | Giovanni Giorgianni   |
|    | Italia (bandiera) |       | Infantino             |
|    | Italia (bandiera) | C     | Filadelfo Insauto (I) |
|    | Italia (bandiera) | C     | Nicola Malaguarnera   |
|    | Italia (bandiera) | D     | Pietro Mancuso        |
|    | Italia (bandiera) | P     | Vincenzo Marinacci    |
|    | Italia (bandiera) | C     | Gianluca Musumeci     |
|    | Italia (bandiera) | P     | Leonardo Pellegrino   |
|    | Italia (bandiera) | D     | Fortunato Sanò        |
|    | Italia (bandiera) | A     | Luciano Scolla        |
|    | Italia (bandiera) | A     | Graziano Zani         |

## Risultati

### Campionato

#### Girone di andata
| 12 settembre 1993 1ª giornata | Salernitana | 0 – 0 | Leonzio |  |

| 19 settembre 1993 2ª giornata | Leonzio | 1 – 0 | Sambenedettese |  |

| 26 settembre 1993 3ª giornata | Leonzio | 2 – 1 | Matera |  |

| 3 ottobre 1993 4ª giornata | Chieti | 0 – 0 | Leonzio |  |

| 10 ottobre 1993 5ª giornata | Leonzio | 0 – 1 | Juventus Stabia |  |

| 17 ottobre 1993 6ª giornata | Giarre | 1 – 1 | Leonzio |  |

| 24 ottobre 1993 7ª giornata | Leonzio | 0 – 1 | Reggina |  |

| 31 ottobre 1993 8ª giornata | Avellino | 3 – 1 | Leonzio |  |

| 7 novembre 1993 9ª giornata | Leonzio | 3 – 1 | Ischia Isolaverde |  |

| 14 novembre 1993 10ª giornata | Siracusa | 5 – 1 | Leonzio |  |

| 21 novembre 1993 11ª giornata | Leonzio | 0 – 0 | Perugia |  |

| 28 novembre 1993 12ª giornata | Nola | 2 – 0 | Leonzio |  |

| 5 dicembre 1993 13ª giornata | Leonzio | 0 – 1 | Barletta |  |

| 12 dicembre 1993 14ª giornata | Lodigiani | 2 – 0 | Leonzio |  |

| 19 dicembre 1993 15ª giornata | Leonzio | 1 – 0 | Potenza |  |

| 24 dicembre 1993 16ª giornata | Casarano | 5 – 2 | Leonzio |  |

| 16 gennaio 1994 17ª giornata | Leonzio | 2 – 2 | Siena |  |

#### Girone di ritorno
| 23 gennaio 1994 18ª giornata | Leonzio | 0 – 0 | Salernitana |  |

| 30 gennaio 1994 19ª giornata | Sambenedettese | 3 – 1 | Leonzio |  |

| 6 febbraio 1994 20ª giornata | Matera | 1 – 1 | Leonzio |  |

| 13 febbraio 1994 21ª giornata | Leonzio | 3 – 1 | Chieti |  |

| 20 febbraio 1994 22ª giornata | Juventus Stabia | 1 – 0 | Leonzio |  |

| 6 marzo 1994 23ª giornata | Leonzio | 1 – 1 | Giarre |  |

| 13 marzo 1994 24ª giornata | Reggina | 2 – 0 | Leonzio |  |

| 20 marzo 1994 25ª giornata | Leonzio | 0 – 0 | Avellino |  |

| 27 marzo 1994 26ª giornata | Ischia Isolaverde | 0 – 0 | Leonzio |  |

| 10 aprile 1994 27ª giornata | Leonzio | 1 – 0 | Siracusa |  |

| 17 aprile 1994 28ª giornata | Perugia | 4 – 0 | Leonzio |  |

| 24 aprile 1994 29ª giornata | Leonzio | 4 – 1 | Nola |  |

| 1º maggio 1994 30ª giornata | Barletta | 4 – 1 | Leonzio |  |

| 8 maggio 1994 31ª giornata | Leonzio | 1 – 0 | Lodigiani |  |

| 15 maggio 1994 32ª giornata | Invicta Potenza | 3 – 1 | Leonzio |  |

| 22 maggio 1994 33ª giornata | Leonzio | 2 – 1 | Casarano |  |

| 29 maggio 1994 34ª giornata | Siena | 2 – 0 | Leonzio |  |